# رابرت هاردی
رابرت اردی (انگلیسی: Robert Hardy؛ زادهٔ ۲۹ اکتبر ۱۹۲۵ - درگذشته ۳ اوت ۲۰۱۷) یک بازیگر انگلیسی با سابقه کار طولانی در تئاتر، سینما و تلویزیون بود.
از فیلم‌های سینمایی یا برنامه‌های تلویزیونی که وی در آن نقش داشته‌است، می‌توان به هری پاتر و جام آتش، هری پاتر و محفل ققنوس، هری پاتر و تالار اسرار، هری پاتر و زندانی آزکابان، حس و حساسیت، فرانکنشتاین، آرایشگر سیبری، برامول، مارگارت، فراطبیعی، کلئوپاتراها، شارل کبیر، گردهمایی و ماری، ملکه اسکاتلند اشاره کرد.
رابرت اردی در ۳ اوت ۲۰۱۷ در ۹۱ سالگی در گذشت.